# Ochromonadaceae
Famille
Les Ochromonadaceae sont une famille d'algues de l'embranchement des Ochrophyta  de la classe des Chrysophyceae et de l'ordre des Ochromonadales.
Les espèces d’Ochromonas sont présentes dans le monde entier, certaines probablement cosmopolites. La plupart des espèces font partie du plancton d'eau douce, d'autres sont d'eaux saumâtres ou marines. 

## Étymologie
Le nom vient du genre type Ochromonas, dérivé du grec ώχρος / óchros, «  jaune pâle », et μονασ / monas, « seul, solitaire, isolé », littéralement « monade jaune ».

## Description
Les Ochromonas se présentent sous la forme de cellules nues, solitaires, sphériques à ellipsoïdes ou piriformes (en forme de poire). De l’extrémité antérieure émergent deux flagelles inégaux, l'un long portant des poils tubulaires l'autre court et lisse. Les cellules nagent librement, s'immobilisant occasionnellement ou se fixant au substrat par leur extrémité postérieure ; elles peuvent devenir amiboïdes, perdant alors leurs flagelles. Un à deux chloroplastes, jaunes à bruns, ou quelquefois verdâtres, généralement avec un stigmate et chez quelques espèces un pyrénoïde.
La surfaces cellulaires de plusieurs espèces sont couvertes de petites excroissances ressemblant à des verrues. Le protoplaste contient de une à quatre vacuoles contractiles, une ou plusieurs vésicules à chrysolaminarine (en), des vacuoles alimentaires,.

## Liste des genres
Selon AlgaeBase (27 janvier 2022) :
- Acrispumella Boenigk & Grossmann
- Anthophysa Bory
- Atraktochrysis R.Focke
- Aureoarbor Molinari & Sánchez Ocharan
- Boekelovia Nicolai & Baas-Beck
- Chlorochromonas I.F.Lewis
- Chrysobotrys W.Conrad
- Chrysodendron Pascher
- Chrysomoron Skuja
- Chrysonephele L.D.Pipes, P.A.Tyler & G.F.Leedale
- Cladonema Kent
- Cornospumella Boenigk & Grossmann
- Cyclonexis A.C.Stokes, 1886[note 2]
- Didymochrysis Pascher
- Echinochrysis W.Conrad
- Entodesmis Borzì
- Eusphaerella Skuja
- Lepidochrysis Ikävalko, Kristiansen & H.A.Thomsen
- Monadodendron Pascher
- Monas O.F.Müller
- Mycochrysis Skuja
- Ochromonas Vysotskii [Wysotzki, Wyssotzki] 1887
- Ochrostylon Pascher
- Protoochromonas Skvortsov
- Pseudosynura Kisselev
- Siderodendron E.G.Pringsheim
- Siphomonas E.G.Pringsheim
- Spumella Cienkowsky
- Stipitochrysis Korshikov
- Synochromonas Korshikov
- Synuropsis J.Schiller
- Uroglena Ehrenberg
- Uroglenopsis Lemmermann
- Urostipulosphaera Pusztai & Skaloud
- Volvochrysis J.Schiller